# Yu-Gi-Oh! Sevens
A Yu-Gi-Oh! SEVENS (遊☆戯☆王SEVENS（セブンス); Yú-Gi-Ó Szebunszu, ’Yu-Gi-Oh! SEVENS’) japán anime sorozat, amit a Bridge stúdió készít. A Yu-Gi-Oh! SEVENS a Yu-Gi-Oh! franchise hetedik spin-off sorozata, mely a Yu-Gi-Oh! VRAINS után következik. A sorozat premierje 2020. április 4-én volt a TV Tokyo-n. A sorozat első főcímdalának zenéjét Szaeki Juszuke énekli, melynek címe „Nanananananana”.

## Fordítás
- Ez a szócikk részben vagy egészben  a   Yu-Gi-Oh! Sevens című angol Wikipédia-szócikk ezen változatának fordításán alapul.  Az eredeti cikk szerkesztőit annak laptörténete sorolja fel. Ez a jelzés csupán a megfogalmazás eredetét és a szerzői jogokat jelzi, nem szolgál a cikkben szereplő információk forrásmegjelöléseként.